# Route A5 (Grande-Bretagne)
Pour les articles homonymes, voir Route A5.
La route A5 est une voie de communication britannique courant sur environ 391 km (243 miles), de Londres à la mer d'Irlande, au port de ferries de Holyhead.
En de nombreux endroits, le tracé de la A5 suit celui de la route romaine Iter II, qui a ensuite pris le nom anglo-saxon de Watling Street.